# Borodulikha (huyện)
Borodulikha (Kazakhstan Бородулиха ауданы) là một huyện thuộc tỉnh Đông Kazakhstan, miền Đông Kazakhstan. Trung tâm hành chính của huyện là thị xã Borodulikha.